# 중문중학교
중문중학교(中文中學校)는 대한민국 제주특별자치도 서귀포시 중문동에 있는 공립 중학교이다.

## 학교 연혁
- 1945년 10월 4일 : 중문중학교 개원
- 1950년 4월 2일 : 부문중학교 4년제 인가
- 1951년 9월 1일 : 중문중학교 3년제 인가(교명변경)
- 1971년 12월 25일 : 체육관 준공
- 2006년 8월 17일 : 천연잔디 운동장 및 소공원 조성
- 2007년 3월 16일 : 늘푸른도서관 개관
- 2016년 12월 20일 : 특별실 8실 신축 개관
- 2019년 10월 16일 : 다목적강당 및 급식소 개관
- 2025년 1월 4일 : 제75회 146명 졸업(총 졸업생 16,533명)
- 2025년 3월 1일 : 제39대 교장 고정상 선생 부임
- 2025년 3월 4일 : 2025 디지털 선도학교/연구학교 운영

## 참고 자료
- 중문중학교 - 한국교육학술정보원 학교알리미